# Oberndorf (Frankershausen)

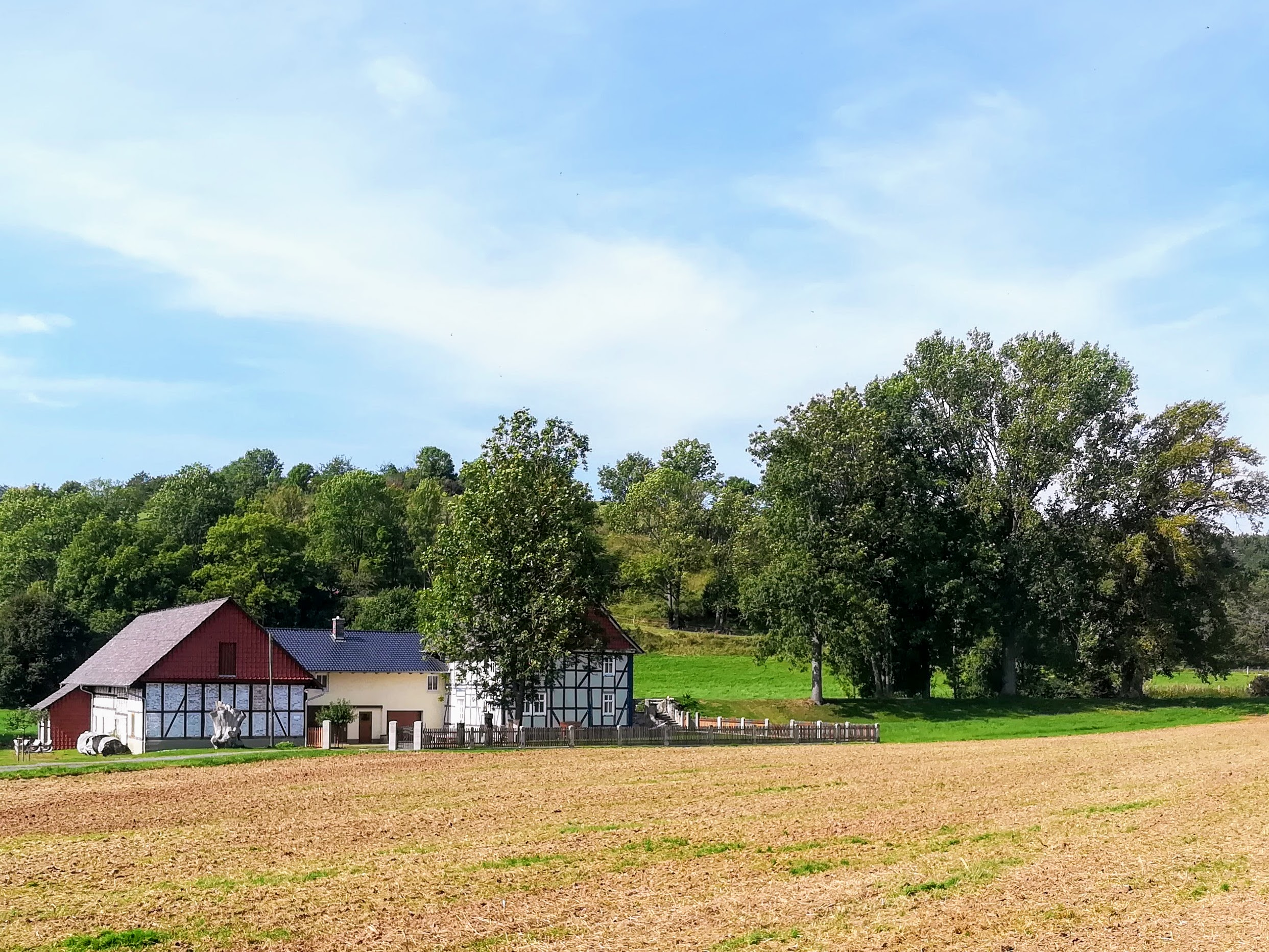
Oberdorfer Mühle

Oberndorf ist eine ehemalige kleine Siedlung in der Gemarkung von Frankershausen, einem Ortsteil der Gemeinde Berkatal im nordhessischen Werra-Meißner-Kreis. Wann sie aufgegeben und zur Wüstung wurde, ist nicht vollkommen klar. Im Jahre 1691 wird noch ein Gut Oberndorf erwähnt. Die noch heute bestehende Oberdorfer Mühle befindet sich im Bereich der einstigen Siedlung.

## Lage
Die Siedlung befand sich etwa 1,2 km nördlich der Ortsmitte von Frankershausen und rund 200 m südlich der beiden Karstquellen Breitenborn und Kressenborn, auf 256 m ü. NN im Talgrund zwischen Marstein (321 m) und Ellerstein (323 m).  Ihr Name beruhte wohl auf ihrer Lage oberhalb von Frankershausen.

## Geschichte
Der Ort wurde im Jahre 1343 erstmals urkundlich erwähnt. Er war Besitz der Landgrafen von Hessen, die ihn wohl im Jahre 1301 mit dem gesamten damals noch verbliebenen Besitz des letzten Grafen von Bilstein, Otto II., von diesem gekauft hatten. Der Ort gehörte, wie auch das unmittelbar benachbarte Borne und das bachabwärts gelegene Frankershausen zum landgräflichen Gericht Bilstein, und laut der Bilsteiner Amtsrechnung aus dem Jahre 1414 wurde sowohl Bede als auch Dienstgeld entrichtet.  Im Jahre 1498 bestanden, laut Bilsteiner Salbuch, vier Feuerstätten im Ort, und die Mühle wird als dem Landgrafen gehörig erwähnt. Im Jahre 1585 ist von einem Hof mit drei Haushaltungen die Rede, und auch 1691 bestand noch ein Gut. Es befand sich im Besitz derer von Dörnberg, die auch bereits seit der zweiten Hälfte des 15. Jahrhunderts und bis 1761 die Burg und das Dorf Frankershausen als hessisches Lehen hielten. 
Koordinaten: 51° 14′ 48″ N, 9° 54′ 55″ O